# Conservatoire botanique national
Un conservatoire botanique national (Conservatorio botánico nacional), abreviado con las siglas CBN, es un conservatoire botanique francés aprobado por el "Ministerio de Ecología, Energía, Desarrollo Sostenible y del Mar" para un área geográfica determinada. Esta aprobación fue posible en 1988. Por lo tanto las organizaciones aprobadas tienen un científico y especializado en el conocimiento y la conservación de las plantas silvestres en Peligro en el territorio nacional. En 2004, sus misiones se aplican oficialmente a la atención de toda la flora silvestre y hábitat naturales, y la conservación de los hábitat naturales. Se agrupan por la Fédération des conservatoires botaniques nationaux.

## Los conservatorios botánicos emergentes
- Conservatoire botanique des Antilles françaises,asociación que reagrupa el Conservatorio Botánico de Guadalupe y el Conservatoire Botanique de Martinique.
  - Zona de competencia : Guadeloupe & Martinique
  - Página web : Site CBAF antenne Guadeloupe

- Conservatoire botanique de Guyane, à l'étude

- Conservatoire botanique de Nouvelle-Calédonie CBNC, creado en 2006 (asociación)
  - Página de internet : CBNC